# マックス・ブロート

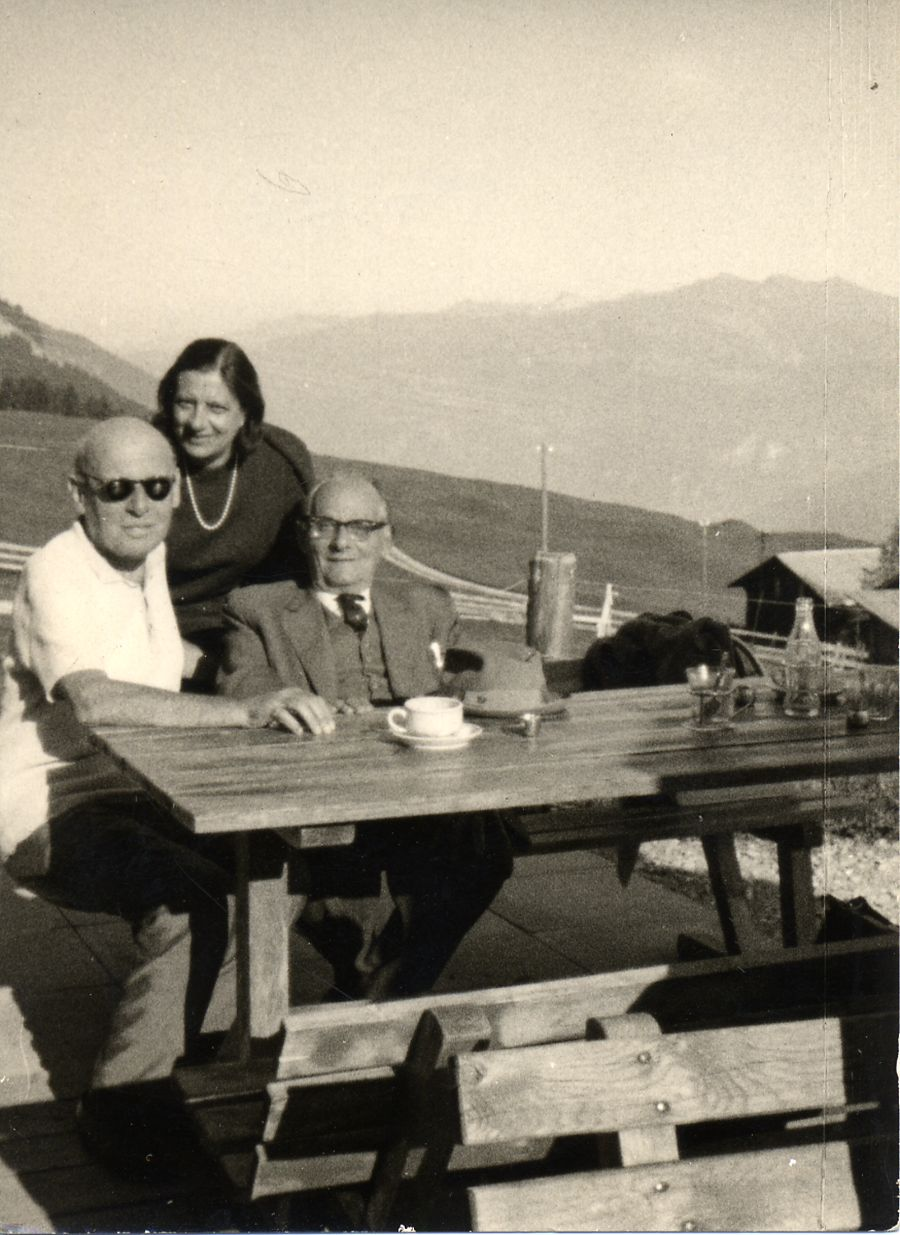
マックス・ブロート(右)とパウル・ベン＝ハイムおよび彼の妻

マックス・ブロート（Max Brod、 1884年5月27日 プラハ - 1968年12月20日 イスラエル・テルアビブ）は、オーストリア出身のユダヤ系の作家、文芸・音楽評論家、作曲家。
生前は彼自身も多産な作家であったが、現在は主にフランツ・カフカの友人・紹介者として最もよく知られている。

## 生涯
1884年、オーストリア＝ハンガリー帝国領プラハに生まれる。ピアリスト会修道士の運営する学校に通った後、1901年よりプラハ大学に入学し法学を学ぶ。大学在学中よりすぐに文筆家としての頭角を表し始めた。1902年、ここで1年上の学年にいたフランツ・カフカと出会い親交を結ぶ。1907年に大学を卒業、すぐに兵役に就く。
ブロートは若い頃からシオニストであり、1918年にチェコが独立した際、短期のあいだユダヤ評議会の副議長も勤めている。1924年からは『プラハ日刊新聞』で評論活動を行なった。1939年にナチス勢力がプラハに迫ると、妻とともにパレスチナに移住。テルアビブにて執筆活動を継続し、また後に国立劇場となる劇団ハビマーのために働いた。1968年、テルアビブにて死去。 

## カフカの友人として
ブロートがカフカと出会ったのは両者がプラハ大学に在籍していた1902年であり、このときブロートが学生組織の主催でショーペンハウアーについて講演を行い、カフカが講演内容に反駁したのが最初の交流であった。以後次第に親しくなり、ブロートは友人の文筆家などにカフカを紹介して、首都プラハの文壇に引き入れる役割を担った。両者は1908年から1912年にかけ、もっとも親しく交流し、この間毎日のように会い、また連れ立ってイタリアなどへ旅行した。として全くの無名作家だったカフカの作品を出版社に紹介したのもブロートであった。
1924年にカフカが結核の悪化により40才で亡くなり、ブロートはカフカの遺稿の管理人となった。カフカ自身は遺言ですべての遺稿を焼却するようにとブロートに頼んでいたが、ブロートは自己の信念に従い、生前未発表であった長編『審判』、『城』、『アメリカ』を始め、遺稿を次々と公刊していった。1935年から「カフカ全集」の編集・刊行（日本語版は新潮社・全12巻）を手がけ、1937年には初のカフカの伝記を発表した。
ブロートによるカフカの遺稿の編集・刊行や伝記は、カフカの国際的な受容普及に大きく貢献したが、これらにはシオニストの立場からカフカをユダヤ教的な聖者と見なしたブロートの解釈が反映されており、ブロート没後約半世紀を経て世界的に進展したカフカ研究では、批判的な見解もある。

## 音楽
ブロートの作曲した音楽は、彼の文学作品に比べてもあまり知られていない。歌曲、ピアノのための作品、戯曲のための付随音楽などがある。
また、ベドルジハ・スメタナとレオシュ・ヤナーチェクのオペラをドイツ語に翻訳し、ヤナーチェクに関する最初の本を書いて彼を紹介している（1924年にチェコ語で出版）。

## 作品

### 著作
- Schloß Nornepygge (『ノルネピッゲ城』1908)
- Ein tschechisches Dienstmädchen (『チェコ人の女中』1909)
- Jüdinnen 1911
  - 『ユダヤ人の女たち』中村寿訳、幻戯書房〈ルリユール叢書〉、2024年。ISBN 9784864883139
- Weiberwirtschaft (『女の仕事』1913)
- Arnold Beer – Das Schicksal eines Juden (『アーノルト・ベーア――あるユダヤ人の運命』1913)
- Über die Schönheit häßlicher Bilder (『醜い絵の美しさについて』1913)
- Die Höhe des Gefühls (The Height of Feeling, 1913)
- Tycho Brahes Weg zu Gott (『ティコ・ブラーエの神への道』1916)
- Das große Wagnis (『大いなる敢行』（『大いなる賭け』）1918)
- Heidentum, Christentum und Judentum (Paganism, Christianity, and Judaism, 1922)
- Reubeni, Fürst der Juden (『ユダヤ人の王ロイベニ』1925)
- Zauberreich der Liebe (The Charmed Realm of Love, 1930)
- Biografie von Heinrich Heine (『ハインリヒ・ハイネの伝記』、 1934)
- Die Frau, die nicht enttäuscht (The Woman Who Does Not Disappoint, 1934)
- Novellen aus Böhmen (Novellas from Böhmen, 1936)
- Rassentheorie und Judentum (Race Theory and Judaism, 1936)
- Franz Kafka, eine Biographie 1937, bd.2, 1946
  - 『フランツ・カフカ』 辻瑆・林部圭一・坂本明美訳（みすず書房、1972年、再版1987年）、ISBN 4-622-00554-9。旧訳版（辻瑆・斎尾鴻一郎 訳、同上、1955年）
- Franz Kafkas Glauben und Lehre (Franz Kafka's Thought and Teaching, 1948）
  - 『カフカ その信仰と思想』 フェリクス・ヴェルチュ共著、岡田幸一・川原栄峰共訳（パンセ書院、1954年）
- Verzweiflung und Erlösung im Werke Franz Kafkas (Despair and Release in the Works of Franz Kafka, 1959)
- Beispiel einer Deutsch-Jüdischen Symbiose (An Example of German-Jewish Symbiosis, 1961)
- Beinahe ein Vorzugsschüler (Almost a Gifted Pupil)
- Die Frau, nach der man sich sehnt (『憧れの女性』)
- Annerl
- Rebellische Herzen (Rebel Hearts)
- Die verkaufte Braut (The Sold-Off Bride)

### 翻訳
- オペラ『イェヌーファ ドイツ語版』

### ディスコグラフィ
- マックス・ブロート室内楽作品集(チェコ・スプラフォン #11 2182 ～ 2931)
  - 14 Lieder, Op. 1, 1b, 24, 27, 32 - ハイネ・ゲーテの詩に作曲。
  - Tod und Paradies, Op. 35 
  - La Mediterranee; Rapsodie pour le piano, Op. 28
  - Klavierquintett "Elegie dramatique", Op. 33 (Supraphon #11 2188; 1995)

## その他の関連文献
- Kayser, Werner, Max Brod, Hans Christians, Hamburg, 1972 (in German)
- Pazi, Margarita (Ed.): Max Brod 1884-1984. Untersuchungen zu Max Brods literarischen und philosophischen Schriften. Peter Lang, Frankfurt am Main, 1987 (in German)
- Lerperger, Renate, Max Brod. Talent nach vielen Seiten (exhibit catalog), Vienna, 1987 (in German)
- Wessling, Berndt W. Max Brod: Ein Portrait. Kohlhammer, Stuttgart, Berlin, Cologne and Mainz, 1969. New edition: Max Brod: Ein Portrait zum 100. Geburtstag, Bleicher, Gerlingen, 1984 (in German)
- 池田あいの『カフカと《民族》音楽』（水声社、2012年）：（第2章「マックス・ブロートと“民族”音楽」を収録）